# Robert Héliès
Robert Héliès (Brest, 1927. február 8. – 2019. február 19.) francia nemzetközi labdarúgó-játékvezető.

## Pályafutása

### Labdarúgóként
Fiatal korában, az 1951/52-es idényben a St Steven egyesületben kapusként 8 bajnoki mérkőzésen szerepelt.

### Nemzeti játékvezetés
A játékvezetésből 1959-ben vizsgázott, 1962-ben lett az I. Liga játékvezetője. Hazájában elismert, állandóan foglalkoztatott játékvezető volt. Az aktív nemzeti játékvezetéstől 1977-ben vonult vissza.

#### Nemzeti kupamérkőzések
Vezetett Kupa-döntők száma: 2.

##### Francia labdarúgókupa
| Időpont          | Helyszín                                   | Mérkőzés típusa | Mérkőzés                   | Eredmény | Nézők száma |
| ---------------- | ------------------------------------------ | --------------- | -------------------------- | -------- | ----------- |
| 1970. május 31.  | Olympique Yves-du-Manoir Stadion, Colombes | döntő           | AS Saint-Étienne–FC Nantes | 5 : 0    | 32 894      |
| 1975. június 14. | Parc des Princes Stadion, Párizs           | döntő           | AS Saint-Étienne–RC Lens   | 2 : 0    | 44 725      |

#### Nemzetközi játékvezetés
A Francia labdarúgó-szövetség Játékvezető Bizottsága (JB) terjesztette fel nemzetközi játékvezetőnek, a Nemzetközi Labdarúgó-szövetség (FIFA) 1966-tól tartotta nyilván bírói keretében. A FIFA JB központi nyelvei közül a franciát beszéli. Neki is akkor indult el a nemzetközi foglalkoztatása, amikor a nagyok - Joseph Barbéran, Robert Wurtz, Henri Fauxheux, Jean Tricot – visszavonultak. Több nemzetek közötti válogatott és klubmérkőzést vezetett, vagy működő társának partbíróként segített. A francia nemzetközi játékvezetők rangsorában, a világbajnokság-Európa-bajnokság sorrendjében a 16. helyet foglalja el 8 találkozó szolgálatával. Válogatott mérkőzéseinek száma: 13. Az aktív nemzetközi játékvezetéstől 1977-ben elbúcsúzott.

#### Labdarúgó-világbajnokság
Három világbajnoki döntőre vezető úton Mexikóba a IX., az 1970-es labdarúgó-világbajnokságra, Németországba a X., az 1974-es labdarúgó-világbajnokságra, illetve Argentínába a XI., az 1978-as labdarúgó-világbajnokságra a FIFA JB bíróként tartott igényt.

##### 1970-es labdarúgó-világbajnokság

###### Selejtező mérkőzés
| Időpont           | Helyszín                | Mérkőzés típusa           | Mérkőzés                 | Eredmény | Nézők száma |
| ----------------- | ----------------------- | ------------------------- | ------------------------ | -------- | ----------- |
| 1969. október 15. | Központi Stadion, Cádiz | előselejtező (6. csoport) | Spanyolország–Finnország | 6 : 0    | 20 904      |

##### 1974-es labdarúgó-világbajnokság

###### Selejtező mérkőzés
| Időpont          | Helyszín                       | Mérkőzés típusa           | Mérkőzés     | Eredmény | Nézők száma |
| ---------------- | ------------------------------ | ------------------------- | ------------ | -------- | ----------- |
| 1973. április 8. | Ernst-Grube Stadion, Magdeburg | előselejtező (4. csoport) | NSZK–Albánia | 2 : 0    | 17 140      |

##### 1978-as labdarúgó-világbajnokság

###### Selejtező mérkőzés
| Időpont         | Helyszín                   | Mérkőzés típusa           | Mérkőzés               | Eredmény | Nézők száma |
| --------------- | -------------------------- | ------------------------- | ---------------------- | -------- | ----------- |
| 1977. június 8. | Olimpiai Stadion, Helsinki | előselejtező (2. csoport) | Finnország–Olaszország | 0 : 3    | 17 531      |

#### Labdarúgó-Európa-bajnokság
Három európai-labdarúgó torna útján Olaszországba a III., az 1968-as labdarúgó-Európa-bajnokságra, Belgiumba a IV., az 1972-es labdarúgó-Európa-bajnokságra illetve Jugoszláviába az V., az 1976-os labdarúgó-Európa-bajnokságra az UEFA JB bíróként alkalmazta.

##### 1968-as labdarúgó-Európa-bajnokság

###### Selejtező mérkőzés
| Időpont           | Helyszín                 | Mérkőzés típusa           | Mérkőzés         | Eredmény | Nézők száma |
| ----------------- | ------------------------ | ------------------------- | ---------------- | -------- | ----------- |
| 1967. október 29. | Központi Stadion, Lipcse | előselejtező (5. csoport) | NDK–Magyarország | 1 : 0    | 55 000      |

##### 1972-es labdarúgó-Európa-bajnokság

###### Selejtező mérkőzés
| Időpont           | Helyszín                       | Mérkőzés típusa           | Mérkőzés              | Eredmény | Nézők száma |
| ----------------- | ------------------------------ | ------------------------- | --------------------- | -------- | ----------- |
| 1970. október 14. | Dalymount Park Stadion, Dublin | előselejtező (6. csoport) | Írország–Svédország   | 1 : 1    | 28 194      |
| 1971. május 12.   | Qemal Stafa Stadion, Tirana    | előselejtező (8. csoport) | Albánia–Lengyelország | 1 : 1    | 18 812      |

###### Európa-bajnoki mérkőzés
| Időpont           | Helyszín                | Mérkőzés típusa | Mérkőzés    | Eredmény | Nézők száma |
| ----------------- | ----------------------- | --------------- | ----------- | -------- | ----------- |
| 1972. április 29. | Wembley Stadion, London | negyeddöntő     | Anglia–NSZK | 1 : 3    | 100 000     |

##### 1976-os labdarúgó-Európa-bajnokság

###### Selejtező mérkőzés
| Időpont           | Helyszín               | Mérkőzés típusa           | Mérkőzés                  | Eredmény | Nézők száma |
| ----------------- | ---------------------- | ------------------------- | ------------------------- | -------- | ----------- |
| 1975. április 19. | Olimpiai Stadion, Roma | előselejtező (5. csoport) | Olaszország–Lengyelország | 0 : 0    | 66 048      |

#### Olimpiai játékok
Kanada fővárosában Montréal-ban volt az 1976. évi nyári olimpiai játékok labdarúgó torna döntő mérkőzéseinek helyszíne, ahol a FIFA JB közreműködő játékvezetőként foglalkoztatta.

##### 1976. évi nyári olimpiai játékok
| Időpont          | Helyszín                   | Mérkőzés típusa              | Mérkőzés           | Eredmény | Nézők száma |
| ---------------- | -------------------------- | ---------------------------- | ------------------ | -------- | ----------- |
| 1976. július 19. | Olimpiai Stadion, Montréal | csoportmérkőzés (D. csoport) | Kanada–Szovjetunió | 1 : 2    | 34 320      |

#### Nemzetközi kupamérkőzések
Vezetett Kupa-döntők száma: 1.

##### Bajnokcsapatok Európa-kupája
A 17. játékvezető – az első francia – aki BEK döntőt vezetett.
| Időpont         | Helyszín                | Mérkőzés típusa | Mérkőzés                      | Eredmény | Nézők száma |
| --------------- | ----------------------- | --------------- | ----------------------------- | -------- | ----------- |
| 1972. május 31. | Kuip Stadion, Rotterdam | döntő           | Ajax–FC Internazionale Milano | 2 : 0    | 61 354      |

#### A magyar labdarúgó-válogatott mérkőzései (1902–1929)
| Időpont           | Helyszín             | Mérkőzés típusa | Mérkőzés                 | Eredmény | Nézők száma |
| ----------------- | -------------------- | --------------- | ------------------------ | -------- | ----------- |
| 1967. április 23. | Népstadion, Budapest | barátságos      | Magyarország–Jugoszlávia | 1 : 0    | 30 000      |

## Külső hivatkozások
- Robert Héliès. World Referee. [2011. szeptember 22-i dátummal az eredetiből archiválva]. (Hozzáférés: 2011. január 11.)
- Robert Héliès. zerozerofootball.com. (Hozzáférés: 2011. január 11.)
- Robert Héliès. footballdatabase.eu. (Hozzáférés: 2011. január 11.)
- Robert Héliès. scoreshelf.com. [2016. március 11-i dátummal az eredetiből archiválva]. (Hozzáférés: 2011. január 11.)
- Robert Héliès. eu-football.info. (Hozzáférés: 2013. március 2.)
- Robert Héliès. fff.fr. (Hozzáférés: 2011. január 11.)[halott link]

| Elődje: Roger Machin | Francia Kupa döntő 1970 | Utódja: René Vigliani |

| Elődje: Achille Verbecke | Francia Kupa döntő 1975 | Utódja: Robert Wurtz |